# Energija vezanja
U fizici, energija vezivanja (koja se takođe naziva i energija razdvajanja) je minimalna energija potrebna za rastavljanje sistema čestica u odvojene delove. Ova energija je jednaka masenom defektu umanjenom za količinu energije, ili masu, koja je oslobađena kada je formiran vezani sistem (koji obično ima nižu potencijalnu energiju od zbira njegovih sastavnih delova) i ona je to što drži sistem na okupu.

## Generalna ideja
Energija vezivanja predstavlja mehanički rad koji se mora obaviti protiv sila koje drže predmet zajedno, rastavljajući objekt na njegove sastavne delove na dovoljnu udaljenosti između njih, tako da dalje razdvajanje zahteva zanemariv dodatni rad.
U vezanim sistemima, ako se energija vezivanja ukloni iz sistema, mora se oduzeti od mase nevezanog sistema, jer ta energija ima masu. Prema tome, ako se energija uklanja (ili emituje) iz sistema u vreme kad je vezana, ovaj gubitak energije će takođe rezultirati gubitkom mase sistema. Masa sistema se ne biva očuvana u ovom procesu, jer je sistem „otvoren“ (tj. nije izolovani sistem za unos ili gubitak mase i energije) tokom procesa vezivanja.
Postoji nekoliko vrsta energije vezivanja, a svaka deluje na različitoj udaljenosti i energetskoj skali. Što je manja veličina vezanog sistema, to je veća njegova asocirana energija vezivanja.

## Tipovi energije vezivanja
| Tip                                                | Opis | Primer | Nivo              |
| -------------------------------------------------- | --- | --- | ----------------- |
| Atomska energija vezivanja                         | Atomska energija vezivanja atoma nastaje iz elektromagnetske interakcije, posredovane fotonima. To je energija potrebna za rastavljanje atoma u slobodne elektrone i jezgro. | | Atomsk nivo       |
| Energija veze; Energija disocijacije veze          | Energija veze i energija disocijacije veze su mere energije vezivanja između atoma u hemijskoj veze. To je energija neophodna za rastavljanje molekula u njegove konstituentne atome. Ta se energija pojavljuje kao hemijska energija, kao što je ona koja se oslobađa u hemijskim eksplozijama, sagorevanju hemijskog goriva i biološkim procesima. Energije veze i energije disocijacije veze obično su u rasponu od nekoliko po vezi. | Energija disocijacije veze ugljenik-ugljenik je oko 3,6 . | Molekularni nivo  |
| Elektrska energija vezivanja; Jonizaciona energija | Energija elektronskog vezivanja, šire poznata kao jonizaciona energija, je mera energije neophodne za oslobađanje elektrona iz njihovih atomksih orbitala. | Među hemijskim elementima, opseg energija jonizacije je od 3,8939 za elektron u spoljašnjem sloju atoma cezijuma do 11,567617 ih najnižeg elektronskog nivoa atoma bakra. | Atomski nivo      |
| Gravitaciona energija vezivanja                    | Gravitaciona energija vezivanja objekta, kao što je nebesko telo, je energija neophodna za širenje materijala do beskonačnosti. | Gravitaciona energija vezivanja objekta, kao što je nebesko telo, je energija neophodna za širenje materijala do beskonačnosti. Ako bi telo sa masom i radijusom Zemlje bilo napravljeno čisto od vodonika-1, tada bi gravitaciona energija vezivanja tog tela bila oko 0,391658 po atomu. Ako bi telo od vodonika-1 imalo masu i radijus Sunca, njegova gravitaciona energija vezivanja bila bi oko 1.195,586 eV po atomu. | Astrofizički nivo |
| Nuklearna energija vezivanja                       | Nuklearna energija vezivanja je energija neophodna za rastavljanje nukleusa u slobodne, nevezane neutrone i protone od kojih se ono sastoji. To je energija koja je ekvivalentna masenom defektu, razlici između masenog broja nukleusa i istinske izmerene mase. Nuklearna energija vezivanja je izvedena iz nuklearne sile ili rezidualne jake sile, koja je posredovana sa tri tipa mezona.                                           | Prosečna nuklearna energija vezivanja po nukleusu je u opsegu od 2,22452 za vodonik-2 do 8,7945 za nikal-62. | Nuklearni nivo    |
| Kvantna hromodinamička energija vezivanja          | Kvantna hromodinamička energija vezivanja je energija kojom se vezuju razni kvarkovi zajedno unutar hadrona. Ova energija je izvedena iz jake interakcije, koja je poredovana gluonima. | Hromodinamička energija vezivanja unutar nukleona iznosi približno 99% mase nukleona. Hromodinamička energija vezivanja protona je oko 928,9 MeV, dok je ona za neutron oko 927,7 . Velika energija vezivanja između donjih kvarkova (280 MeV) uzrokuje da neke (teoretski očekivane) reakcije sa lambda barionima oslobode 138 po događaju.                                                                                      | Kvantni nivo      |

## Relacija mase i energije
Sistem u vezanom stanju je obično na nižem energetskom nivou od njegovih nevezanih konstituenata, jer njegova masa mora biti manja od ukupne mase njegovih nevezanih konstituenata. Za sisteme sa niskim energijama vezivanja, ta „izgubljena” masa posle vezivanja može biti frakciono mala, dok za sisteme sa visokom energijom vezivanja, nedostajuća masa može biti lako merljiva frakcija. Ova nestala masa može se izgubiti tokom procesa vezivanja kao energije u obliku toplote ili svetlosti, pri čemu uklonjena energija odgovara uklonjenoj masi prema Ajnštajnovoj jednačinu 2. U procesu vezivanja, sastojci sistema mogu ući u viša energetska stanja nukleusa/atoma/molekula zadržavajući svoju masu, i zbog toga je potrebno da se oni uklone iz sistema pre nego što se njegova masa može smanjiti. Jednom kada se sistem ohladi na normalne temperature i vrati se u osnovna stanja u pogledu nivoa energije, sadržaće manju masu nego kada se prvi put kombinovao i bio na visokoj energiji. Ovaj gubitak toplote predstavlja „deficit mase”, a sama toplota zadržava izgubljenu masu (sa stanovišta inicijalnog sistema). Ta masa će se pojaviti u bilo kom drugom sistemu koji apsorbuje toplotu i dobija toplotnu energiju.
Na primer, ako se dva objekta privlače jedan drugog putem svojih gravitacionih polja, sila privlačenja ubrzava objekte, povećavajući njihovu brzinu, koja pretvara njihovu potencijalnu energiju (gravitaciju) u kinetičku energiju. Kada čestice ili prođu jedna kroz drugu bez interakcije ili se elastično odbiju pri sudara, stečena kinetička energija (povezana sa brzinom) počinje da se vraća u potencijalnu energiju, razdvajajući sudarene čestice. Usporavajuće čestice će se vratiti na početnu udaljenost i dalje u beskonačnost, ili će se zaustaviti i ponoviti sudar (dolazi do oscilacija). To pokazuje da sistem, koji ne gubi energiju, ne kombinuje se (vezuje) u čvrsti objekt, čiji delovi osciliraju na kratkim rastojanjima. Stoga, da bi se čestice vezale, kinetička energija stečena privlačenjem mora se disipirati odbojnom silom. Složeni predmeti u koliziji obično podležu neelastičnom sudaru, pretvarajući deo kinetičke energije u unutrašnju energiju (sadržaj toplote, koji je atomsko kretanje), a koji se dalje zrači u obliku fotona - svetlosti i toplote. Jednom kada se energija za nadvladavanje gravitacije rasprši tokom sudara, delovi osciluju na bližoj, uglavnom atomskoj udaljenosti, što im daje izgled čvrstog predmeta. Ta izgubljena energija, neophodna za prevazilaženje potencijalne barijere za razdvajanje objekata, jeste energija vezivanja. Ako bi se ta energija vezivanja zadržala u sistemu kao toplota, njegova masa se ne bi smanjivala, dok bi energija vezivanja izgubljena iz sistema kao toplota zračenja sama imala masu. To direktno predstavlja „deficit mase” hladnog, vezanog sistema.
Blisko analogna razmatranja primenjuju se u hemijskim i nuklearnim reakcijama. Egzotermne hemijske reakcije u zatvorenim sistemima ne menjaju masu, ali sistem postaje manje masivan kada se ukloni toplota reakcije, mada je ta promena mase premala da bi se merila standardnom opremom. U nuklearnim reakcijama, deo mase koji se može ukloniti kao svetlost ili toplota, tj. energija vezivanja je često mnogo veći deo sistemske mase. To se stoga može direktno meriti kao razlika mase između mase mirovanja reaktanata i (ohlađenih) proizvoda. To je zato što su nuklearne sile relativno jače od Kulonskih sila povezanih sa interakcijama između elektrona i protona koji u hemiji stvaraju toplotu.

### Promena mase
Promena (smanjenje) mase u vezanim sistemima, posebno atomskim jezgrama, takođe se naziva defekat mase. Razlika između izračunate mase nevezanog sistema i eksperimentalno izmerene mase nukleusa (promena mase) označava se sa Δm. Ona se može izračunati na sledeći način:
Promena mase = (izračunata nevezana masa sistema) - (izmerena masa sistema)
i.e. (zbir masa protona i neutrona) - (izmerena masa nukleusa)
Nakon nuklearne reakcije koja rezultira pobuđenim jezgrom, energija koja mora biti oslobođena zračenjem ili na drugi način uklonjena kao energija vezivanja da bi došlo do prelaza u nepobuđeno stanje, može biti u jednom od nekoliko oblika. To mogu biti elektromagnetni talasi, poput gama zračenja; kinetička energija izbačenih čestica, kao što je elektron, pri unutrašnjem konverzionom raspadu; ili delimično kao ostatak mase jedne ili više emitovanih čestica, kao što su čestice beta raspada. Teorijski se deficit ne može pojaviti sve dok ovo zračenje ili ova energija ne bude emitovana i više nije deo sistema.
Kada se nukleoni vežu zajedno da formiraju jezgro, oni moraju izgubiti malu količinu mase, i.e. dolazi do promene mase da bi ostali vezani. Ova promena mase mora biti oslobođena kao različite vrste fotona ili druge energije čestica kao što je gore opisano, u skladu sa odnosom . Dakle, nakon vezivanja se uklanja energije vezivanja, energija vezivanja = promena mase × c2. Ova energija je merilo sila koje drže nukleon zajedno. Ona predstavlja energiju koja se mora ponovo dovesti iz okoline da bi se jezgro razgradilo u pojedinačne nukleone.
Na primer, atom deuterijuma ima masu defekta od 0,0023884 amu, a njegova energija vezivanja je 2,23 MeV. To znači da je za dezintegraciju atoma deuterijuma potrebno 2,23 MeV energije.
Energija koja se emituje tokom nuklearne fuzije ili nuklearne fisije je razlika energije vezivanja „goriva”, i.e. početnih nuklida i energije fisionih ili fuzionih proukata. U praksi se ta energija može izračunati i iz značajnih razlika u masi između goriva i proizvoda, pri čemu se koriste prethodna merenja atomske mase poznatih nuklida, koji uvek imaju istu masu za svaku vrstu. Ova razlika u masi pojavljuje se nakon uklanjanja oslobođene toplote i zračenja, što je potrebno za merenje masa (mirovanja) (nepobuđenih) nuklida uključenih u takve proračune.

## Literatura
- Luo YR (2007). Comprehensive handbook of chemical bond energies. Boca Raton: CRC Press. ISBN 978-0-8493-7366-4. OCLC 76961295.
- Anslyn EV, Dougherty DA (2006). Modern physical organic chemistry. Sausalito, CA: University Science. ISBN 978-1-891389-31-3. OCLC 55600610.
- Darwent Bd (januar 1970). Bond Dissociation Energies in Simple Molecules (PDF). NSRDS-NBS 31. Washington, DC: U.S. National Bureau of Standards. LCCN 70602101.
- Streitwieser A, Heathcock CH, Kosower EM (2017). Introduction to Organic Chemistry. New Delhi: Medtech (Scientific International, reprint of 4th revised edition, 1998, Macmillan). стр. 101. ISBN 9789385998898.
- Carroll FA (2010). Perspectives on structure and mechanism in organic chemistry (2nd изд.). Hoboken, N.J.: John Wiley. ISBN 978-0-470-27610-5. OCLC 286483846.
- Norman RO, Coxon JM (2001). Principles of organic synthesis (3rd изд.). London: Nelson Thornes. ISBN 978-0-7487-6162-3. OCLC 48595804.
- Lehninger AL, Nelson DL, Cox MM (2005). Lehninger Principles of Biochemistry (4th изд.). W. H. Freeman. ISBN 978-0-7167-4339-2. Приступљено 20. 5. 2016.
- Cotton, F. Albert; Wilkinson, Geoffrey (1988). Advanced Inorganic Chemistry (5th изд.). John Wiley. стр. 1381. ISBN 0-471-84997-9.
- Frisch, David H.; Thorndike, Alan M. (1964). Elementary Particles. Princeton, New Jersey: David Van Nostrand. стр. 11—12.
- Lilley, J.S. (2006). Nuclear Physics: Principles and Applications (Repr. with corrections Jan. 2006. изд.). Chichester: J. Wiley. стр. 7. ISBN 0-471-97936-8.